# اکساکویان
اکساکویان (به لاتین: Akçakoyun) یک منطقهٔ مسکونی در ترکیه است که در استان چاناق‌قلعه واقع شده‌است.

## خصوصیات
اکساکویان ۱٬۱۱۲ نفر جمعیت دارد و ۲۶۰ متر بالاتر از سطح دریا واقع شده‌است.